# Língua kanakanavu
Kanakanavu (ou Kanakanabu) é uma língua Tsouic falada pelo povo Kanakanavu, um povo indígena de Taiwan. É uma língua Formosana da família das línguas austronésias.
Os Kanakanavu vivem nas duas aldeias de Manga e Takanua no distrito Namasia (anteriormente cidade de Sanmin, Kaohsiung).
A língua corre risco de extinção.

## História
Os falantes nativos de Kanakanavu viviam na ilha há muito tempo, porém, após o período colonial colonial holandês no século XVII, a imigração começou a dominar a população das ilhas. A vila de Takanua foi montada pelos japoneses durante  seu domínio sobre Taiwan  para realocar vários grupos aborígines, a fim de estabelecer um domínio mais fácil sobre esses grupos
.

## Alfabeto
A, C, E, I, K, L, M, N, Ng, O, P, R, S, T, U, Ʉ, V,  ' /ʔ.
C representa o fonema /c/.
L representa os fonemas /ɗ/ e /ɽ/.
P representa os fonemas /ɓ/ e /p/.
/ɫ/ é representada por hl.

## Fonologia
Em Kanakanavu  há 14 fonemas consoantes diferentes, havendo plosivas apenas surdas. Descrições adequadas das consoantes líquidas são desafiantes. Há também 6 vogais mais ditongos se tritongo[ s. A extensão das vogais geralmente não é clara, se é distinto ou não, assim como os falantes pronunciam os fonemas das vogais com alguma variação. Como a maioria das línguas austronésias e formosas, Kanakanavu possui a estrutura de sílabas C V. Muito poucas palavras, mesmo simples, contêm menos de três a quatro sílabas .

### Consoantes
|             | Labial  | Dental | Alveolar | Retroflexa | Palatal | Velar  | Glotal |
| ----------- | ------- | ------ | -------- | ---------- | ------- | ------ | ------ |
| Nasal       | m       |        | n        |            |         | ŋ ⟨ng⟩ |        |
| Oclusiva    | p ɓ ⟨p⟩ |        | t        | ɖ ⟨l⟩      | c       | k      | ʔ ⟨'⟩  |
| Africada    |         |        |          |            |         |        |        |
| Fricativa   | f v     |        | s z      |            |         |        | h      |
| Rótica      |         |        | ɽ        |            |         |        |        |
| Aproximante | w       |        | ɫ ⟨hl⟩   | ɭ          | j ⟨y⟩   |        |        |

### Vogais
Anterior: i, e, a
Central: ʉ, e/ə
Frontal: u, o

## Amostra de texto
Tee-pa ku para’ʉna puiisua sua ni-paraanara naparamaci miena sua ni-pana taniarʉ. Tavara-o sua iisi ikamu tati’ing manasii ka’aan kamu raimi nu ’esi-pa kamu nu anʉna. Ateeng’-o sua makasi sua isi ia tia naka sipuu’ʉn mita sua ni-para’an(ara) ta miena. Kanakanavu sua i:si na'ʉna.
Português
Vou narrar sobre o evento de Naparamaci que atirou no sol há muito tempo. Saibam disso, vocês jovens, para que não se esqueçam enquanto viverem no futuro. Lembre-se assim que contaremos sobre o nosso evento antigo. Esta é uma história de Kanakanavu.